# BT (음악가)
브라이언 웨인 트랜소(Brian Wayne Transeau, 1971년 10월 6일 ~ )는 그래미 상 후보로 오른 적이 있는 미국의 음악 프로듀서, 작곡가, 오디오 엔지니어, 멀티 플레이어, 가수이자 작사가로 BT라는 이름으로 잘 알려져 있다. 주로 작곡하는 장르는 일렉트로니카로 그 중에는 트랜스를 많이 작곡하나 트랜스 외에도 여러 스타일의 곡을 작곡하기도 한다.
2010년, BT는 그래미상 최고의 일렉트로니카/댄스 앨범 부문에 These Hopeful Machines 앨범으로 후보에 오른 적이 있다.

## 내력
'95년 데뷔한 이후 그의 음악은 메인스트림에서 그다지 폭발적인 반응을 얻은 것은 아니었지만 영국과 미국의 클럽가를 중심으로 그리고 유명 아티스트의 곡을 리믹스하면서 조용하게 명성을 쌓아 나갔다. 그는 워싱턴에서 태어나 성장했으며, 현재는 LA에 거주하고 있다.
어린 나이에 피아노를 배우고 13살 때부터는 본격적인 클래식 공부와 함께 작곡을 시작했던 그는 버클리 음악 대학에서 1년간 수학하기도 했으나 곧 자퇴하고 LA로 이주한다.
그는 본격적인 데뷔 이전 절친한 친구인 알리 시라지니아(Ali Shirazinia)와 함께 프로듀싱 프로젝트인 딥 디시(Deep Dish)에서 활동하기도 했으며 솔트 앤 페파(Salt N Pepa)의 음반에서 신서사이저를 연주하기도 했는데 '90년대 중반 영국 댄스 음악 제작자들이 그의 음악을 접하면서 본격적으로 이름이 알려지기 시작했다.
그는 '95년에 앨범 IMA로 데뷔했는데 여기서 Loving you more, Embracing the sunshine 같은 곡들이 크게 히트했다. 그는 국내에도 앨범이 발매된 영국의 DJ/프로듀서 사샤(Sasha)와 작업하면서 하우스 음악의 발전에 기여했으며 그 중에서도 Loving you more, Embracing the sunshine 같은 곡을 댄스플로어에서 히트시켰다.
'96년에는 토리 에이모스(Tori Amos)의 Blue skies를 리믹스해 빌보드 차트에서 좋은 반응을 얻기도 했다. '97년에는 두 번째 앨범 ELECTRIC SKY CHURCH MUSIC을 발매했고 특히 그 중에서 Flaming June이 클럽에서 큰 인기를 얻었다.
그의 앨범들 외에 BT의 역량을 알 수 있는 또 다른 샘플러로는 영화 [고(GO)]의 사운드트랙을 들 수 있다. 막가는 청춘들의 이야기를 다룬 이 영화의 사운드트랙에는 팻보이 슬림(Fatboy Slim), 노 다우트(No Doubt), 나탈리 임브룰리아(Natalie Imbruglia), 에스테로(Esthero), 라이언록(Lionrock), 레프트필드(Leftfield), 아폴로 440(Apollo Four Forty) 같은 유수의 뮤지션이 다수 참여하고 있는데 여기에 BT도 Believer라는 곡으로 참여했으며 특히 사운드트랙 전체의 어레인지를 혼자 맡았다.
또한 영화 [트위스터(Twister)]에는 그가 리믹스한 토리 에이모스의 Talula가 실려있기도 하다.
현재는 버클리 음악 대학의 전자 음악과 방문 교수로도 활동중이다.

## 인용
1. ↑   Grammy Nomination